# Brazey-en-Morvan
Brazey-en-Morvan és un municipi francès, situat al departament de la Costa d'Or i a la regió de Borgonya - Franc Comtat. L'any 2007 tenia 167 habitants.

## Demografia

### Població
El 2007 la població de fet de Brazey-en-Morvan era de 167 persones. Hi havia 72 famílies, de les quals 20 eren unipersonals (16 homes vivint sols i 4 dones vivint soles), 32 parelles sense fills, 16 parelles amb fills i 4 famílies monoparentals amb fills.
La població ha evolucionat segons el següent gràfic:
Habitants censats

### Habitatges
El 2007 hi havia 127 habitatges, 73 eren l'habitatge principal de la família, 51 eren segones residències i 3 estaven desocupats. 126 eren cases i 1 era un apartament. Dels 73 habitatges principals, 63 estaven ocupats pels seus propietaris, 6 estaven llogats i ocupats pels llogaters i 4 estaven cedits a títol gratuït; 5 tenien dues cambres, 22 en tenien tres, 18 en tenien quatre i 28 en tenien cinc o més. 56 habitatges disposaven pel capbaix d'una plaça de pàrquing. A 36 habitatges hi havia un automòbil i a 30 n'hi havia dos o més.

### Piràmide de població
La piràmide de població per edats i sexe el 2009 era:
| Homes | Edats   | Dones |
| ----- | ------- | ----- |
| 0     | 95 o +  | 0     |
| 0     | 90 a 94 | 0     |
| 4     | 85 a 89 | 0     |
| 0     | 80 a 84 | 4     |
| 8     | 75 a 79 | 0     |
| 8     | 70 a 74 | 0     |
| 8     | 65 a 69 | 4     |
| 4     | 60 a 64 | 12    |
| 0     | 55 a 59 | 4     |
| 8     | 50 a 54 | 4     |
| 8     | 45 a 49 | 0     |
| 0     | 40 a 44 | 4     |
| 0     | 35 a 39 | 12    |
| 4     | 30 a 34 | 8     |
| 8     | 25 a 29 | 4     |
| 0     | 20 a 24 | 0     |
| 0     | 15 a 19 | 12    |
| 8     | 10 a 14 | 4     |
| 12    | 5 a 9   | 4     |
| 4     | 0 a 4   | 0     |

## Economia
El 2007 la població en edat de treballar era de 95 persones, 69 eren actives i 26 eren inactives. De les 69 persones actives 63 estaven ocupades (35 homes i 28 dones) i 6 estaven aturades (1 home i 5 dones). De les 26 persones inactives 12 estaven jubilades, 7 estaven estudiant i 7 estaven classificades com a «altres inactius».

### Ingressos
El 2009 a Brazey-en-Morvan hi havia 72 unitats fiscals que integraven 156 persones, la mediana anual d'ingressos fiscals per persona era de 14.301,5 €.

### Activitats econòmiques
Dels 8 establiments que hi havia el 2007, 1 era d'una empresa extractiva, 2 d'empreses de construcció, 1 d'una empresa de comerç i reparació d'automòbils, 2 d'empreses immobiliàries, 1 d'una empresa de serveis i 1 d'una empresa classificada com a «altres activitats de serveis».
L'únic servei als particulars que hi havia el 2009 era una empresa de construcció.
L'any 2000 a Brazey-en-Morvan hi havia 15 explotacions agrícoles que ocupaven un total de 570 hectàrees.

## Poblacions més properes
El següent diagrama mostra les poblacions més properes.